# Ogawa Koki (cầu thủ bóng đá)
Ogawa Koki (小川 航基 Ogawa Kōki, sinh ngày 8 tháng 8 năm 1997) là một cầu thủ bóng đá người Nhật Bản. Anh thi đấu cho NEC Nijmegen.

## Sự nghiệp
Ogawa Koki gia nhập câu lạc bộ tại J1 League Júbilo Iwata năm 2016. Ngày 6 tháng 4 năm anh ra mắt ở J.League Cup (v Ventforet Kofu).

## Thống kê câu lạc bộ
Cập nhật đến ngày 23 tháng 2 năm 2018.
| Thành tích câu lạc bộ | Thành tích câu lạc bộ | Thành tích câu lạc bộ | Giải vô địch | Giải vô địch | Cúp                   | Cúp                   | Cúp Liên đoàn | Cúp Liên đoàn | Tổng cộng | Tổng cộng |
| Mùa giải              | Câu lạc bộ            | Giải vô địch          | Số trận      | Bàn thắng    | Số trận               | Bàn thắng             | Số trận       | Bàn thắng     | Số trận   | Bàn thắng |
| Nhật Bản              | Nhật Bản              | Nhật Bản              | Giải vô địch | Giải vô địch | Cúp Hoàng đế Nhật Bản | Cúp Hoàng đế Nhật Bản | J. League Cup | J. League Cup | Tổng cộng | Tổng cộng |
| --------------------- | --------------------- | --------------------- | ------------ | ------------ | --------------------- | --------------------- | ------------- | ------------- | --------- | --------- |
| 2016                  | Júbilo Iwata          | J1 League             | 0            | 0            | 1                     | 0                     | 2             | 0             | 3         | 0         |
| 2017                  | Júbilo Iwata          | J1 League             | 5            | 0            | 0                     | 0                     | 5             | 4             | 10        | 4         |
| Tổng                  | Tổng                  | Tổng                  | 5            | 0            | 1                     | 0                     | 7             | 4             | 13        | 4         |

## Danh hiệu

### Quốc tế
U-19 Nhật Bản
- Giải vô địch bóng đá U-19 châu Á 2016